# Гіпполітюсгуф
Гіпполітюсгуф (нід. Hippolytushoef) — місто в нідерландській провінції Північна Голландія. Входить до муніципалітету Голландс-Крон.
Його площа — 17,27 км², а населення станом на 2021 рік становило 5125 осіб.
Перша згадка про населений пункт датується 1343 роком. Назване на честь Іполита Римського. Тривалий час було найбільшим селом на колишньому острові Вірінґен.

## Галерея

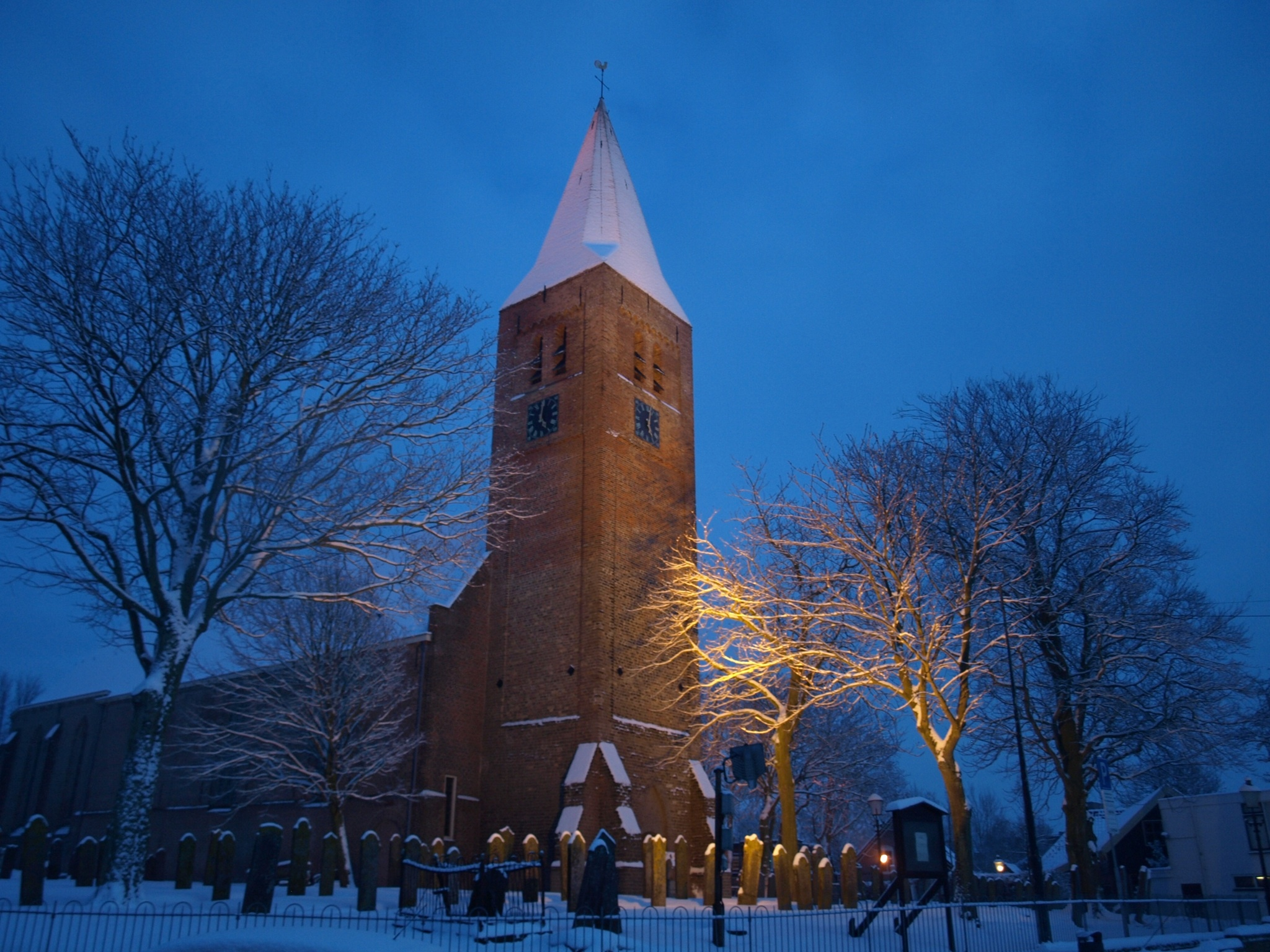
Нідерландська реформістська церква
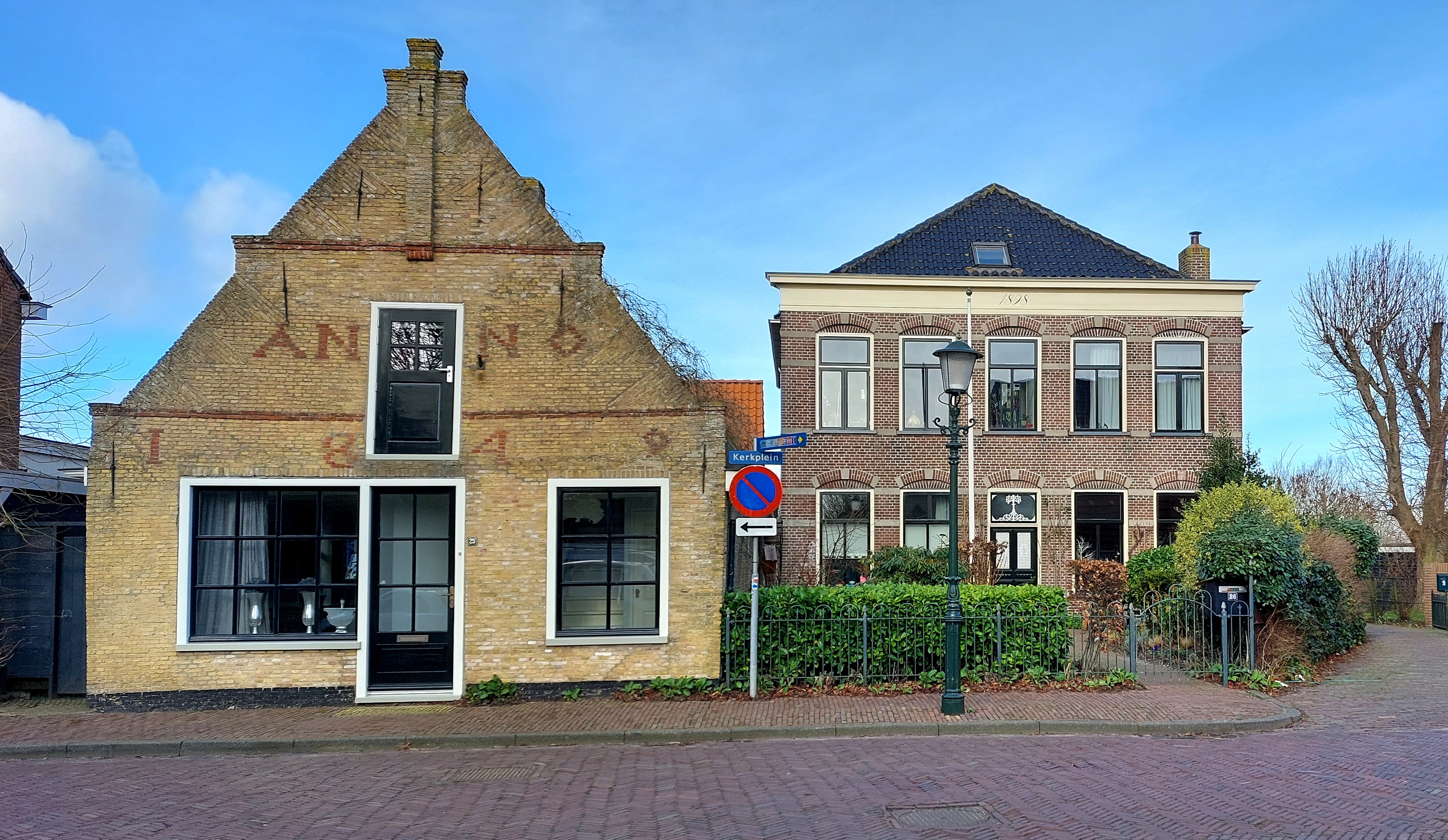
Будинки в Гіпполітюсгуфі
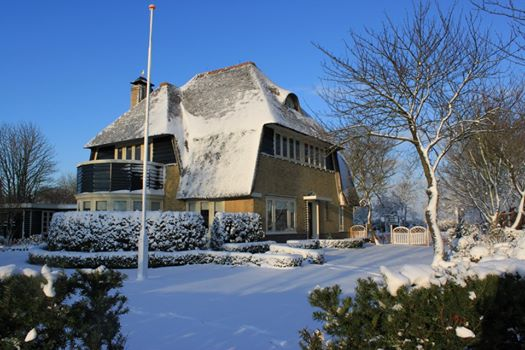
Вілла в місті
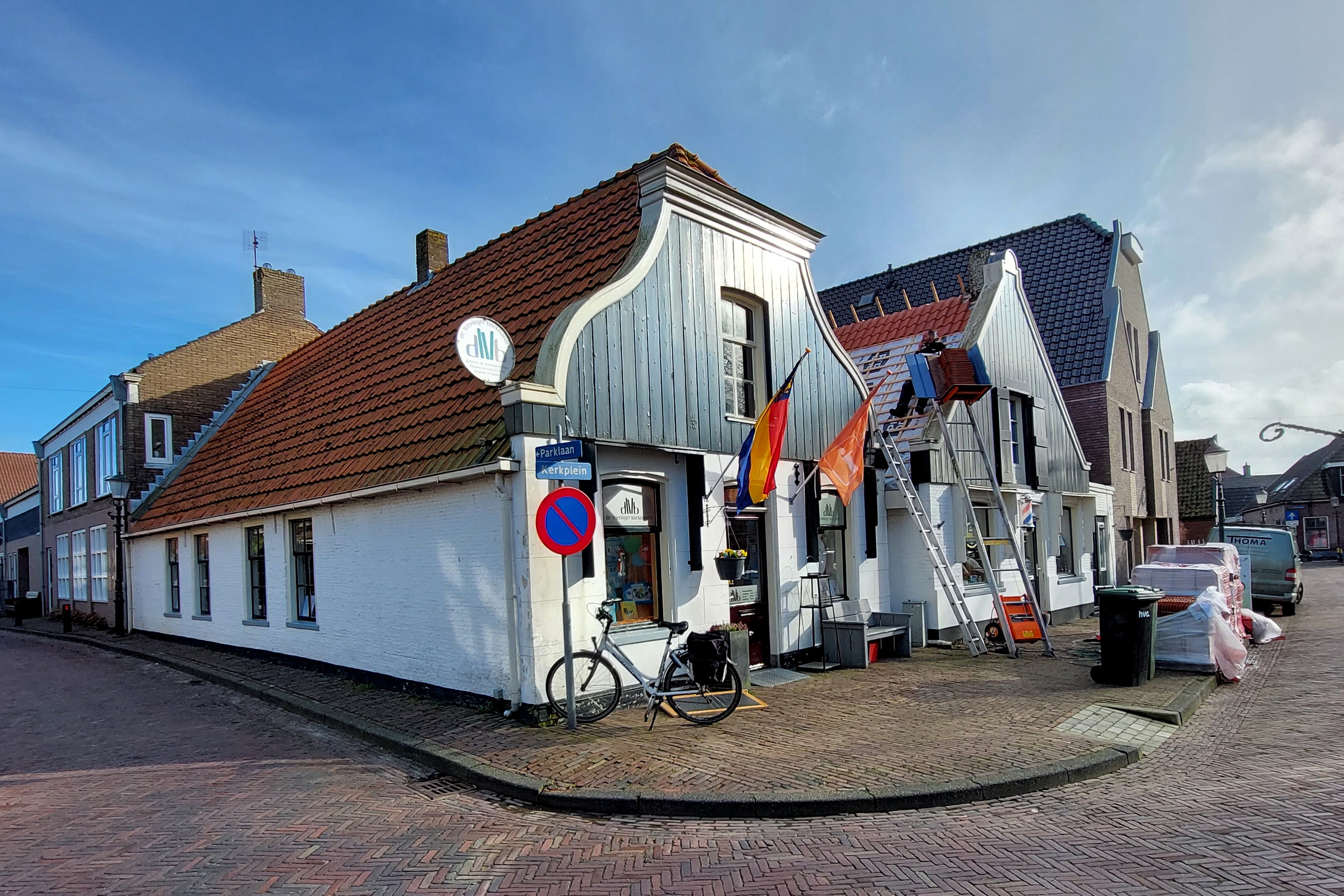
Магазин у Гіпполітюсгуфі